# Henry Leavenworth
Henry Leavenworth (10 décembre 1783 – 21 juillet 1834) était un soldat américain actif dans la guerre anglo-américaine de 1812 et les premières expéditions militaires contre les Amérindiens des Grandes Plaines.

## Formation
Leavenworth est né à New Haven, dans le Connecticut ; il était le fils du colonel Jesse Leavenworth et de son épouse, Eunice Sperry Leavenworth. Peu après sa naissance, ses parents déménagent à Danville, dans le Vermont, où il reçoit sa première éducation. Il étudie ensuite le droit avec le général Erastus Root (en) à Delhi, dans l'État de New York et une fois admis au barreau forme un partenariat avec son précepteur qui dure jusqu'en 1812.

## Carrière militaire
Lorsque la guerre éclate, il est nommé capitaine dans le 25e régiment d'infanterie. Quelques mois plus tard, il devient major puis est blessé à la bataille de Lundy's Lane, près des chutes du Niagara, le 25 juillet 1814, et reçoit un brevet de colonel en novembre suivant. Il est employé dans la New York State Legislature, puis se rend à Prairie du Chien comme agent chargé des affaires indiennes. Le 10 février 1818, il devient lieutenant-colonel du 5e régiment d'infanterie. En 1820 il commence la construction de Fort St. Anthony à partir du cantonnement en palissade de New Hope. 
En 1823, il conduit les troupes américaines dans la guerre Arikara, première expédition militaire américaine contre une nation amérindienne des Grandes Plaines. Pendant qu'il exerce son commandement à l'Ouest, il construit plusieurs postes militaires, dont Fort Leavenworth dans le Kansas, établi le 8 mai 1827 comme Cantonment Leavenworth, et qui est maintenant un des plus importants établissements militaires du pays. En 1825, il est fait brigadier-général par brevet, recevant pleinement le grade en 1833.

## Mariages
Il s'est marié trois fois, d'abord avec Eunice Morrison, dont il a eu deux enfants avant de divorcer, puis avec Electa Knapp, qui est morte moins d'un an plus tard, enfin avec Harriet Lovejoy, dont il a eu un autre enfant.

## Mort
Il est mort dans les Cross Timbers, en territoire indien, le 21 juillet 1834, soit de maladie, soit d'accident en chassant le bison au cours d'une expédition menée en pays comanche. Son régiment édifia un monument à sa mémoire à Cross Timbers ; il a d'abord été enterré à Delhi, New York, puis sa dépouille fut transférée au cimetière national du Fort Leavenworth.
En plus de ce fort, Leavenworth et le comté de Leavenworth au Kansas, ainsi que le pénitencier fédéral de  Leavenworth portent son nom.